# Chimarra margaritae
Chimarra margaritae is een schietmot uit de familie Philopotamidae. De soort komt voor in het Neotropisch gebied.